# دينيس غيفورد
دينيس غيفورد (26 ديسمبر 1927 - 18 مايو 2000) هو كاتب ومذيع وصحفي وفنان هزلي ومؤرخ للأفلام والقصص المصورة والتلفزيون والإذاعة، من بريطانيا. خلال مسيرته المهنية الطويلة، كتب العديد من القصص المصورة الهزلية البريطانية ورسمها، وألّف أكثر من خمسين كتابًا عن المبدعين وفناني الأداء والشخصيات وتاريخ وسائط الإعلام الشعبية، وابتكر العديد من البرامج المشهورة في الإذاعة والتلفزيون وجمعها وساهم فيها، وأخرج عدة أفلام قصيرة. اعتاد غيفورد كذلك جمع القصص الهزلية، إذ امتلك أكبر مجموعة من القصص المصورة البريطانية في العالم.
ساهم العمل الذي بذله غيفورد في تاريخ الأفلام والقصص المصورة، لا سيما في بريطانيا، في تقديم وصف العمل في المجالات التي لم يسبق العمل فيها سابقًا، واكتشاف عدد لا يحصى من الأفلام والعناوين المفقودة واكتشاف العديد من المبدعين غير المعروفين. خلال المراحل الأولى، اهتم على نحو خاص بتاريخ الأفلام والرسوم الهزلية، والتي كانت سجلاتها نادرة وغير موثقة، وكانت مجموعته الضخمة مصدرًا لا يقدر بثمن. أنتج غيفورد العديد من الأفلام المفصلة عن كل فيلم روائي وغير روائي ورسوم متحركة في المملكة المتحدة، فضلًا عن أوائل أفلام الرسوم المتحركة في الولايات المتحدة.
جمع غيفورد أول دليل للقصص المصورة في محاولة إدراج كل كوميدي نُشرت أعماله على الإطلاق في المملكة المتحدة، فضلًا عن أول دليل أسعار للرسوم المصورة الهزلية البريطانية. ساهم بحثه الذي اضطلع بالتطوير المبكر للرسوم الهزلية والسينما في وضع أساس دراسة التخصص أكاديميًا، وما تزال أعماله المرجعية نصوصًا رئيسية في هذه المجالات.
عمل غيفورد كذلك رسامًا للكاريكاتير وفنانًا كوميديًا عمل في العديد من البطولات، معظمها للرسوم الهزلية البريطانية خلال الأربعينيات والخمسينيات والستينيات من القرن العشرين. على الرغم من أن معظم هذه الأعمال كانت كوميدية، عمل كذلك في العديد من القصص التي تتحدث عن الأبطال الخارقين والغربيين والخيال العلمي والمغامرة.

## نشأته: 1927- 1948
ولد غيفورد في فورست هيل، لندن، وهو الابن الوحيد لويليام غيفورد، الذي عمل كاتبًا، واميليا (هاتشينغز قبل الزواج). نشأ في ضاحية سيدنهام بجنوب لندن، إلا أنه غادرها خلال الحرب عندما جرى إجلاؤه إلى تونبريدغ في كنت.
التحق غيفورد بمدرسة دولويتش كوليدج الخاصة بجنوب لندن (1939-1944)، واعتاد أثناء فترة دراسته جمع الرسوم الهزلية ورسم الكاريكاتير. أنتج قصة مصورة بعنوان، ذا جونيور، باستخدام الجيلاتين الساخن وحبر الهكتغراف، وباعها مقابل بنس واحد في المدرسة، عندما بلغ سن الرابعة عشرة، نشر العديد من الرسوم الهزلية (1942).
أصبح غيفورد صديقًا لبوب مونكهاوس، الذي كان زميله الأصغر منه بعام في مدرسة دولويتش، الذي أصبح لاحقًا زميلًا له في مجال رسم الكاريكاتير وممثلًا كوميديًا ومذيعًا تلفزيونيًا ونشر كذلك رسومًا كاريكاتورية أثناء وجوده في المدرسة. تعاون غيفورد ومونكهاوس في كتابة القصص المصورة ورسمها، وهي شراكة استمرت لسنوات عديدة تحت العديد من المسميات، بما في ذلك كتابة نص إذاعي. ذهب الاثنان في جولة معًا في إطار عمل كوميدي في جنوب شرق إنجلترا في أواخر أربعينيات العشرين خلال إقامة حفل ويست بيز الموسيقية لإيرني لور، حيث قدّما عروضًا خيرية مثّل فيها مونكهاوس دور «الرجل السوي». واصل غيفورد الرسم خلال التحاقه بالخدمة الوطنية في سلاح الجو الملكي (1946-1948)، حيث عمل في وظيفة كاتب، واستمر في رسم الرسوم الكاريكاتورية لصحيفة لندن إيفننغ نيوز.

## الفن الهزلي والكتابة الهزلية: 1942- 1982
نُشرت أعمال غيفورد الكاريكاتورية الوفيرة في نحو جميع الصحف والقصص المصورة البريطانية. نشر أول عمل له وهو في الرابعة عشرة من عمره بعنوان ماجيكال مونتي فور أول فَن كوميكس، وساهم في سلسلة قصص ذا داندي المصورة في العام ذاته، وعمل لفترة وجيزة رسام كاريكاتير مبتدئ في صحيفة رينولدز نيوز (1944- 1945). ساهم كذلك في كتابة القصص المصورة ورسمها مع صديق المدرسة بوب مونكهاوس بينما كانا ما يزالان تلاميذًا في مدرسة دولويتش.
بعد أن أنهى خدمته الوطنية، رسم غيفورد الرسوم الكاريكاتورية التي حملت عنوان تيليسترب لصالح صحيفة لندن إيفننغ نيوز، والتي استمرت في مجلة ريكس (1971- 1972)، ونُشرت رسومه على عبوات الحلويات والعلكة والسجائر. نُشرت كذلك العديد من أعماله في صحيفة إمباير نيوز ستيت وسنداي ديسباتش.
عمل غيفورد كذلك مع دي سي طومسون وكانت معظم أعماله تتمحور حول الأدوار الفكاهية، ولكنه اضطلع في العديد الأساليب والأنماط المختلفة، بما في ذلك المغامرة والتحري والخيال العلمي والأبطال الغربيين والخارقين.
بلغت إنتاجية غيفورد من الرسوم الهزلية أوجها في الأربعينيات والخمسينيات والستينيات من القرن العشرين. بحلول أوائل سبعينيات القرن العشرين، بدأ غيفورد الكتابة، ولا سيما في موضوعات القصص المصورة وتاريخ الأفلام، والتي ساهمت في سطوع نجمه ليصبح أكثر من مجرد رسام كاريكاتير.

### أسلوب الرسم
اتسم غيفورد بأسلوب الرسم المميز والبسيط الذي تجلى في معظم أعماله المنشورة. غالبًا ما كانت رسومه صاخبة وديناميكية، حيث تنافست الشخصيات الفردية على جذب الانتباه. كانت أعماله الفكاهية ملفتة ومليئة بمشاهد الفن الهزلي وتقاليده، مستنيرة بوعي مكثف بالتراث الثقافي.
خلال الفترة التي عمل فيهاغيفورد مع دي سي طومسون، خضع هو والعديد من ناشري القصص المصورة البريطانيين لسياسة صارمة تمنع الفنانين من التوقيع على أعمالهم، ولكن على نحو استثنائي، سُمح له بالتوقيع على أعماله.